# Łask (gmina)
Pour les articles homonymes, voir Łask (homonymie).
Łask est une gmina (commune) mixte ou urbaine-rurale (gmina miejsko-wiejska) du powiat de Łask, dans la voïvodie de Łódź, dans le centre de la Pologne.
Son siège administratif (chef-lieu) est la ville de Łask, qui se situe environ 32 kilomètres au sud-ouest de la capitale régionale Łódź (capitale de la voïvodie).
La gmina couvre une superficie de 146,91 km2 pour une population de 28 406 habitants en 2006.

## Géographie
Outre la ville de Łask, la gmina inclut les villages et localités de :
- Aleksandrówek
- Anielin
- Bałucz
- Borszewice
- Budy Stryjewskie
- Gorczyn
- Grabina
- Karszew
- Krzucz
- Łopatki
- Mauryca
- Nowe Wrzeszczewice
- Okup Mały
- Okup Wielki
- Orchów
- Ostrów
- Rembów
- Remiszew
- Rokitnica
- Sięganów
- Stryje Księże
- Stryje Paskowe
- Teodory
- Wiewiórczyn
- Wola Bałucka
- Wola Łaska
- Wola Stryjewska
- Wronowice
- Wrzeszczewice
- Wydrzyn
- Zielęcice

### Gminy voisines
La gmina de Łask est voisine des gminy suivantes :
- Buczek
- Dobroń
- Lutomiersk
- Sędziejowice
- Szadek
- Wodzierady
- Zduńska Wola
- Zelów

## Administration
De 1975 à 1998, le village était attaché administrativement à l'ancienne voïvodie de Sieradz.

Depuis 1999, il fait partie de la nouvelle voïvodie de Łódź.

## Structure du terrain
D'après les données de 2007, la superficie de la commune de Łask est de 146,91 kilomètres carrés, répartis comme telle :
- terres agricoles : 70 %
- forêts : 18 %

La commune représente 23,51 % de la superficie du powiat.

## Démographie
Données du 31 décembre 2007 :
| Description        | Total  | Total | Femmes | Femmes | Hommes | Hommes |
| ------------------ | ------ | ----- | ------ | ------ | ------ | ------ |
| Unité              | Nombre | %     | Nombre | %      | Nombre | %      |
| Population         | 28 479 | 100   | 14 788 | 51,9   | 13 691 | 48,1   |
| Densité (hab./km²) | 196    | 196   | 102    | 102    | 94     | 94     |